# Pulsar (programma televisivo)
Pulsar: storia della scienza e della tecnica del XX secolo è un programma televisivo italiano di divulgazione scientifica realizzato da Quadro Film e trasmesso nel 2002 da Rai 3 negli spazi di Rai Educational. Pulsar è stato trasmesso in 20 puntate cronologiche e alcuni speciali su importanti scienziati del secolo scorso fra cui: Alfred Wegener, Alan Turing, Niels Bohr, Max Planck, Albert Sabin e Jonas Salk, Marie Curie e Alexander Fleming. Ha collaborato al programma la rivista Le Scienze.
Il programma è stato poi raccolto in 10 DVD e pubblicato nel 2007 allegato alla rivista Le Scienze con il titolo: Novecento - Il secolo della scienza

## Video
- Novecento, il secolo della scienza.  Gli anni dell'ottimismo e il mondo dei quanti, vol. 1, RAI Radiotelevisione Italiana, 2007, SBN CAG1491536.
- Novecento, il secolo della scienza. La rivoluzione di Einstein e la fine degli imperi, vol. 2, RAI Radiotelevisione Italiana, 2007, SBN CAG1497308.
- Novecento, il secolo della scienza.  La Grande Guerra e la nascita della genetica, vol. 3, RAI Radiotelevisione Italiana, 2007, SBN RAV1624328.
- Novecento, il secolo della scienza. La nuova fisica e la depressione degli anni venti, vol. 4, RAI Radiotelevisione Italiana, 2007, OCLC 1115875839.
- Novecento, il secolo della scienza. La crisi della matematica e l'era nucleare, vol. 5, RAI Radiotelevisione Italiana, 2007, OCLC 1115814684.
- Novecento, il secolo della scienza.  La bomba atomica e la ricostruzione, vol. 6, RAI Radiotelevisione Italiana, 2007, OCLC 1115942854.
- Novecento, il secolo della scienza.  DNA: dalla doppia elica ai geni, vol. 7, RAI Radiotelevisione Italiana, 2007, OCLC 1115820299.
- Novecento, il secolo della scienza. La conquista dello spazio e l'uomo sulla Luna, vol. 8, RAI Radiotelevisione Italiana, 2007, OCLC 1115977658.
- Novecento, il secolo della scienza. Le biotecnologie e le particelle elementari, vol. 9, RAI Radiotelevisione Italiana, 2007, OCLC 1115867772.
- Novecento, il secolo della scienza. Dall'emergenza ambiente al futuro della scienza, vol. 10, RAI Radiotelevisione Italiana, 2007, OCLC 1115939045.